# Бараг Лев Григорович
Бараг Лев Григорович (13 січня 1911, Київ — 4 вересня 1994, Уфа) — башкортостанський фольклорист та літературознавець. Доктор історичних наук (1969). Професор (1970).
Лауреат Премії Башкирської АРСР імені Салавата Юлаєва за найкращі твори та роботи в області літератури, мистецтва та виконавської майстерності (1987).
Заслужений діяч науки БАРСР (1977).
Внесок в розвиток дослідження білоруського та башкирського фольклору.

## Біографія
Народився 31 грудня 1910 р.  (13 січня 1911 р.) в м. Києві.
У 1931 році закінчив літературний факультет Московського державного педагогічного інституту (МДПІ), аспірантуру МДПІ (кандидат філологічних наук, 1938).
Учень М. К. Гудзія та П. Г. Богатирьова.
З 1938 проживає в Мінську, де працює в Мінському педагогічному інституті. В 1941—1943 роках працює в Свердловському університеті. З 1943 року — доцент Білоруського державного університету (БДУ). В 1949 році за вказівкою радянської влади звільнений з БДУ, йому дали 24 години, щоби він залишив Мінськ. Бараг вимушений залишити не лише Мінськ, але й Білорусь. Фактично це була вимушена втеча. Близько двох років ніде не міг влаштуватися на викладацьку роботу. З 1951 року в Уфі, де працює в Башкирському державному університеті (БашДУ) до своєї смерті.
Помер в Уфі 4 вересня 1994 року.

## Наукова та викладацька діяльність
В 1938−1941 роках, по завершенню аспірантури, доцент, зав. кафедрою Мінського педагогічного інституту, одночасно науковий співробітник Інституту мови та літератури АН БРСР. З 1941 року доцент, зав. кафедрою Свердловського університету. З 1943 по 1949 рік доцент кафедри загальної літератури БДУ, викладає давньоруську літературу, курс історії російської критики, збирає, досліджує та викладає фольклор.
В 1948—1949 роках, в ході ідеологічної кампанії по боротьбі з космополітизмом, Л. Г. Бараг був звинувачений в тому, що в своїй науковій та педагогічній роботі він принижує білоруський фольклор, вважаючи, що його схожість з фольклором інших європейських народів виникла через запозичення, як результат різних західноєвропейських впливів.
В 1951 році став доцентом Башкирського педагогічного інституту (з 1957 — БашДУ). З 1966 по 1988 роки завідує кафедрою російської літератури та фольклору БашДУ. Одночасно, з 1972 року, — науковий співробітник Інституту історії, мови та літератури Башкирського наукового центру Уральського відділення АН СРСР. В 1969 році, по закінченню докторантури Інституту етнографії АН СРСР, захистив докторську дисертацію на тему «Взаємозв'язки та національна своєрідність східнослов'янських народних казок».

## Визнання
В лютому 2011 року в Башкирському державному університеті пройшла Міжнародна науково-практична конференція «Проблеми взаємодії мови, літератури та фольклору і сучасна культура» до 100-річчя від дня народження доктора історичних наук, професора кафедри російської літератури та фольклору Барага Льва Григоровича.
Решенням вченої ради БашДУ від 31 серпня 2015 року заснована іменна стипендія імені професора Л. Г. Барага, яка вручається студентам філологічного факультету університету за успіхи в навчанні та науковій роботі.